# Contract smart
Un contract smart (din eng. smart contract) este un program pe calculator destinat să faciliteze, verifice, sau să aplice negocierea sau executarea unui contract. Contractele smart permit executarea de tranzacții credibile fără părți terțe care să valideze tranzacțiile. Aceste tranzacții sunt publice și ireversibile. Contractele smart au fost propuse pentru prima dată de către Nick Szabo în 1994.
Susținătorii contractelor smart susțin că mai multe tipuri de clauze contractuale pot fi auto-executate și auto-aplicate parțial sau complet. Scopul contractelor smart este de a oferi securitate superioară contractelor tradiționale și de a reduce riscurile și costurile de tranzacție asociate cu aceste contracte. Mai multe criptomonede au implementat diverse tipuri de contracte smart.

## Implementări
Algoritmi de toleranță de tip bizantin au permis securitate digitală prin descentralizare, pentru a forma contracte smart. În plus, limbaje de programare, cu diferite grade de Turing-completeness în unele tehnologii blockchain, fac posibilă crearea de logică sofisticată pentru contracte smart.
Exemple notabile de implementare a contractelor smart sunt:
- Criptomonedele descentralizate permit contracte smart cu securitate și criptare descentralizate și încredere limitată în părți terțe și se potrivesc definiției lui Szabo a unui acord digital cu observabilitate, verificabilitate, și elemente ce obligară părțile să execute contractul.[5][6][7][8]
- Bitcoin oferă un limbaj de programare Turing-incomplet care permite crearea de contracte smart personalizare peste protocolul Bitcoin, precum conturi cu mai multe semnături, canale de plată, sisteme de garanție de tip escrows, time locks, tranzacționare atomică între diferite blockchain-uri, oracole, sau loterii între mai multe persoane fără niciun operator.[9][10][11][12][13][14][15][16]

- Ethereum implementează un limbaj de programare Turing-complet, mai expresiv decât cel al Bitcoin, având un framework proeminent de contracte smart.[17][18]
- RootStock (RSK) este o platformă de contracte smart conectată la rețeaua Bitcoin, prin tehnologie de side-chains. RSK este compatibil cu  contracte smart create pentru Ethereum.[19][20][21][22][23][24]
- Namecoin este un serviciu de nume de domeniu ce folosește contracte smart.[25]
- Ripple (Codius): dezvoltarea contractelor smart a fost oprită într-2015[26]
- Oracol blockchain: permite contractelor inteligente să actualizeze condițiile de îndeplinire a acestora, primind informații din exterior. Exemple sunt Oraclize, ChainLink, Augur, Oracol Xor. [27]
- Automated Transactions[28] este un alt tip de limbaj de contract smart de tip Turing-complete, folosit la criptomonede precum Burstcoin și Qora.[29]

Avantajele unui contract smart față de instrumentul financiar echivalent includ minimizarea riscului ca celălalt membru al tranzacției să nu își respecte promisiunea, reducerea timpului de tranzacționare și creșterea transparenței. În anul 2015, banca elvețiană UBS a început să experimenteze cu contracte smart, care folosesc blockchain pe bază de bitcoin, în care fluxurile de plăți ar putea fi complet automatizate.